# Götene
Götene er lille svensk by, der er hovedby i Götene kommun i Västra Götalands län.
Götene ligger mellem Mariestad og Skara. Byen ligger ved Europavej E20s frakørsel mod Lidköping (riksväg 44).
Götene by havde 5.078 indbyggere i 2018, mens kommunen havde 13.207 indbyggere i 2019.